# Raymond (Nebraska)
Raymond és una població dels Estats Units a l'estat de Nebraska. Segons el cens del 2000 tenia 186 habitants.

## Demografia
Segons el cens del 2000, Raymond tenia 186 habitants, 73 habitatges, i 51 famílies. La densitat de població era de 552,4 habitants per km².
Dels 73 habitatges en un 39,7% hi vivien nens de menys de 18 anys, en un 58,9% hi vivien parelles casades, en un 8,2% dones solteres, i en un 28,8% no eren unitats familiars. En el 26% dels habitatges hi vivien persones soles l'11% de les quals corresponia a persones de 65 anys o més que vivien soles. El nombre mitjà de persones vivint en cada habitatge era de 2,55 i el nombre mitjà de persones que vivien en cada família era de 3,04.
Per edats la població es repartia de la següent manera: un 28,5% tenia menys de 18 anys, un 8,6% entre 18 i 24, un 32,8% entre 25 i 44, un 21,5% de 45 a 60 i un 8,6% 65 anys o més.
L'edat mediana era de 36 anys. Per cada 100 dones de 18 o més anys hi havia 104,6 homes.
La renda mediana per habitatge era de 53.750 $ i la renda mediana per família de 57.188 $. Els homes tenien una renda mediana de 41.250 $ mentre que les dones 24.083 $. La renda per capita de la població era de 21.672 $. Cap de les famílies i el 2,9% de la població estaven per davall del llindar de pobresa.

## Poblacions més properes
El següent diagrama mostra les poblacions més properes.